# Johannes Schäffer
Johannes Schäffer (* 7. September 1797 in Böhne; † 21. Dezember 1862 ebenda) war ein deutscher Schreinermeister und Politiker.

## Leben
Schäffer war der Sohn des Gutsbesitzers und Richters Johannes Schäffer (* 24. November 1776 in Böhne; † 1. März 1837 ebenda) und dessen Ehefrau Maria Elisabeth geborene Voß (* 18. Juni 1776 in Böhne; † 27. März 1848 ebenda). Johann Ernst Schäffer war ein Bruder. Er war evangelisch und heiratete am 4. April 1824 in Böhne Maria Magdalena Köhler (* 20. März 1798 in Böhne; † 9. Mai 1868 ebenda), die Tochter des Vorstehers Johannes Köhler (getauft 4. September 1763 in Böhne; † 28. September 1809 ebenda) und der Maria Catharina Backhaus (getauft 26. Oktober 1766 in Böhne; † 5. April 1830 ebenda). Aus der Ehe ging der Sohn Christian Schäffer (1827–1898) hervor. Dessen Sohn Wilhelm Heinrich Theodor Schäffer war ein Enkel.
Schäffer lebte als Schreinermeister in Böhne. 1831 war er Verfasser der von Landstand Johann Henrich Prützel angeregten Supplikation gegen den Fortbestand der Meiereidienste, gegen deren Unterzeichner Untersuchungen angestellt wurden. Im Jahr 1841 war er gewählter Böhner Kürgenosse und später Gemeinderichter in Böhne. Von (Frühjahr) 1842 bis zum 14. Juni 1848 bis zur Auflösung der alten Stände nach der Märzrevolution am 14. Juni 1848 Mitglied des Landstandes des Fürstentums Waldeck. Er wurde für den Bauernstand im Oberjustizamt der Werbe gewählt.